# Roberto Rodríguez Aguirre
Roberto Rodríguez Aguirre, més conegut com a "Rodri" (Logronyo, La Rioja; 14 de novembre de 1942) va ser un futbolista espanyol que jugava a la posició de porter i actualment està retirat. Va guanyar el Trofeu Zamora de Primera Divisió la temporada 1970-71 jugant al Atlètic de Madrid. Al llarg de la seva trajectòria, Rodri va disputar 169 partits a Primera Divisió.
És pare del també porter de futbol Roberto Rodríguez Basulto, apodat igual que el seu pare "Rodri", el qual va ser porter del Sporting de Gijón la temporada 1993-94.

## Trajectòria esportiva
Rodri és un porter format a les categories inferiors del Atlètic de Madrid. L'any 1964 s'incorpora al Pontevedra Club de Fútbol de Segona Divisió, aconseguint l'ascens a Primera Divisió.
La següent temporada, la 1965-66 retorna al Atlètic de Madrid per jugar al primer equip, debutant a la Primera Divisió el 16 de gener de 1966 contra el Málaga Club de Fútbol en terres malaguenyes. Aquella temporada guanya el títol de Lliga.
A les files del Atlètic de Madrid guanyaria, a més de la Lliga 1965-66, la Lliga de 1969-70 i de 1972-73, així com la Copa del Rei de 1972. A nivell individual, guanyaria el Trofeu Zamora de la temporada 1970-71, títol de forma compartida amb el porter del València CF Ángel Abelardo. Rodri tan sols va encaixar 17 gols en 28 partits.
La temporada 1974-75 fitxa pel Celta de Vigo, on l'equip fa una mala temporada i acaba descenent a Segona Divisió. Rodria disputa una última temporada a Segona Divisió amb el Celta, aconseguint l'ascens de nou a Primera Divisió, però retirant-se al finalitzar la temporada.

## Palmarès
- 3 Lligues espanyoles: 1965-66, 1969-70, 1972-73 (Atlètic de Madrid)
- 1 Copa del Rei: 1971-72 (Atlètic de Madrid)
- 1 Trofeu Zamora: 1970-71 (Atlètic de Madrid)